# Reformierte Kirche Hütten

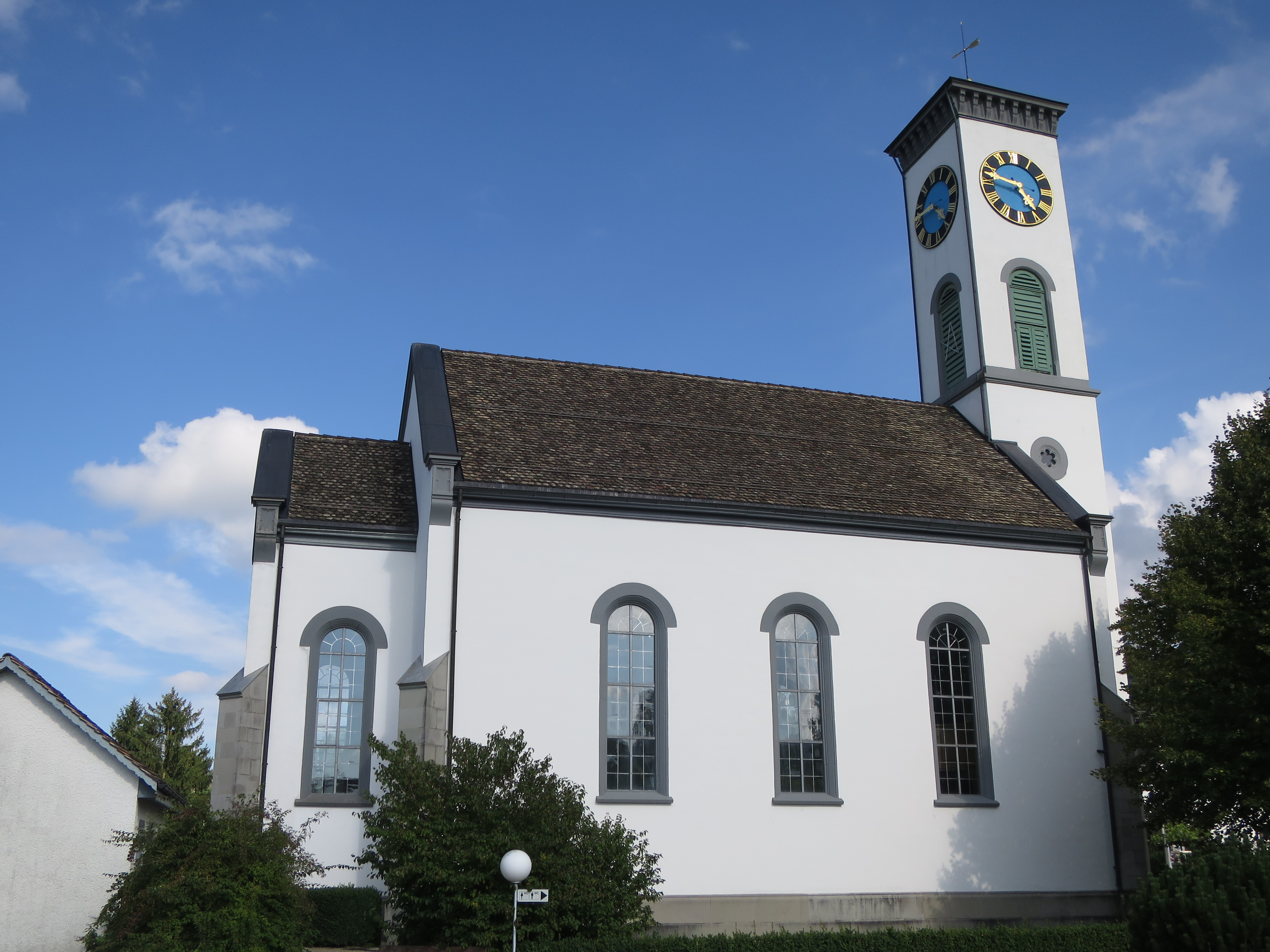
Aussenansicht der ref. Kirche Hütten

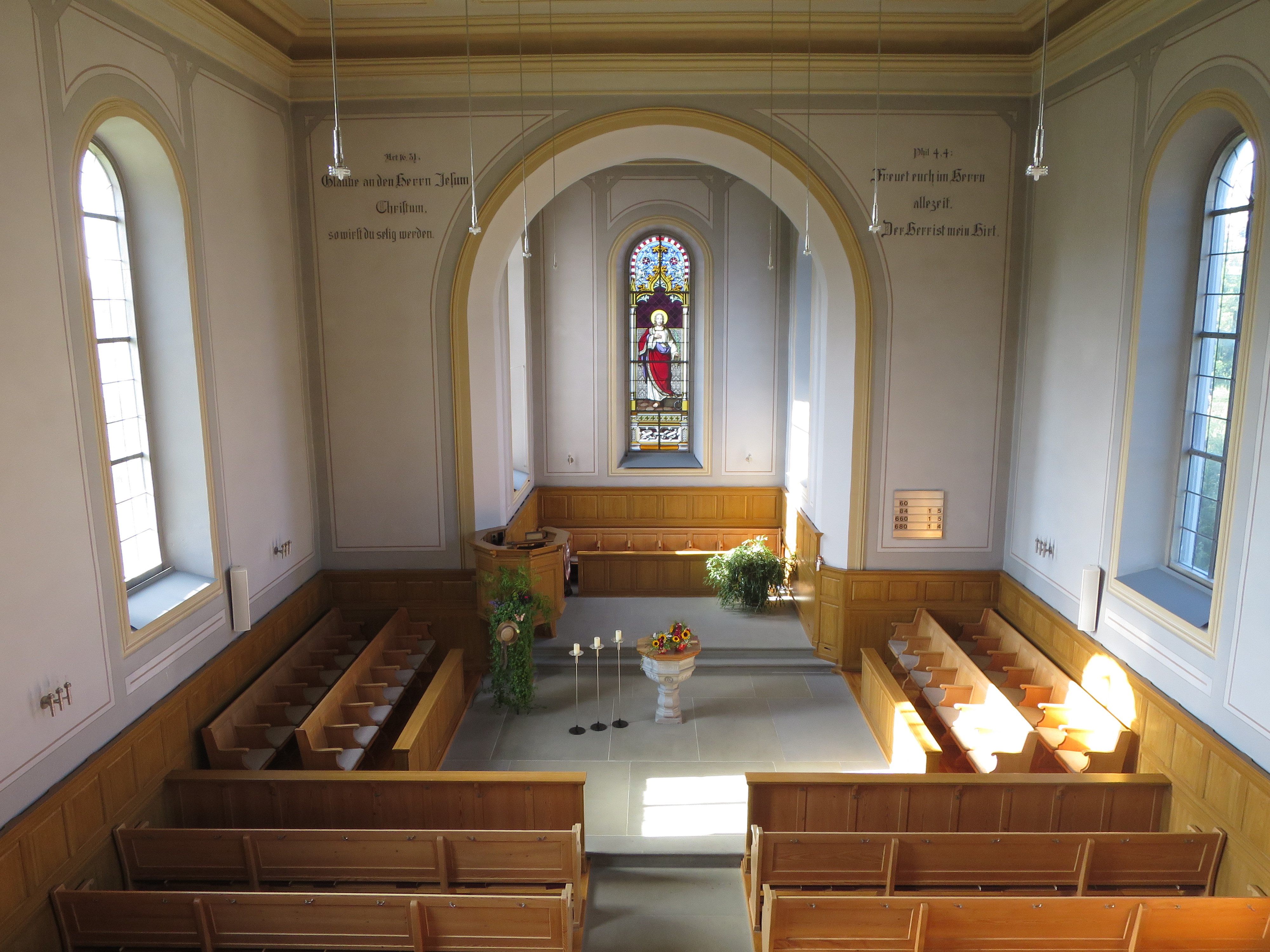
Blick von der Empore ins Schiff

Die reformierte Kirche Hütten ist eine Zürcher Landkirche des Spätklassizismus in Hütten ZH. 

## Geschichte
Eine seit dem Mittelalter bestehende St. Jakobs-Kapelle wurde im Ersten Villmergerkrieg 1656 zerstört. Daraufhin entstand 1668 ein Neubau, wobei die formelle Loslösung Hüttens von der Kirchgemeinde Wädenswil erst 1752 erfolgte. Ab 1844 wurde über einen Abbruch der baufällig gewordenen Kirche zugunsten eines Neubaus nachgedacht. Die heutige Kirche wurde schliesslich in den Jahren 1855–56 nach Plänen von Johann Caspar Wolff errichtet. Wolff war Staatsbauinspektor von Zürich und hatte zu Hütten aufgrund der dortigen Pfarrtätigkeit seines 1853 verstorbenen Onkels Hans Konrad Wolf ein besonderes Verhältnis.

## Gebäude

### Äusseres
Der Kirche ist ein Frontturm mit Vorhalle, Turmuhr und Zeltdach vorgelagert. Die Fassaden sind im klassizistischen Stil gehalten, wobei die Strebepfeiler in den Ecken und die Vierpass- und Sechspass-Fensterchen, welche die grossen Rundbogenfenster ergänzen, eher neugotisch anmuten. Neben dem Hauptportal im Turm ist neben dem Pfarrhaus ein Seitenportal vorhanden. 1890 lieferte die Firma Mäder aus Andelfingen ZH das heutige Uhrwerk.
Das 1856 gegossene Geläut umfasst vier Glocken:
- Grosse Glocke, 996 kg, gis.
- Betglocke, 521 kg, fis.
- Leichenglocke, 283 kg, dis.
- Kleine Glocke, 126 kg, cis.

### Innenraum
Im Innern präsentiert sich das Gebäude als schlichte Saalkirche mit eingezogenem Rechteckchor. Die Wände werden von Dekorationsmalereien, die flache Decke von dezenten Stuckelementen geziert. An der
Chorbogenwand sind in Frakturschrift zwei Bibelzitate angebracht. Sie verkünden: «Glaube an den Herrn Jesum Christum, so wirst du selig werden.» (Apg 16,31 ) und «Freuet euch im Herrn allezeit. Der Herr ist mein Hirt.» (Phil 4,4 ).
Das neugotische Farbglasfenster mit einer Darstellung von Christus von 1872 stammt von Georg Röttinger, einem Sohn Johann Jakob Röttingers. Unterhalb der Christusgestalt befindet sich ein Spruchband mit der Aufschrift «Ich bin die Auferstehung und das Leben» (Joh 11,25 ). Aus der Vorgängerkirche ist der barocke Taufstein von 1752 erhalten, der vor dem Chorbogen situiert ist. Die Kanzel an der Chorbogenwand wurde im Zuge der Innenrenovation von 1953 tiefer gesetzt und ihres Zierrats sowie des Schalldeckels beraubt. Die Kuhn-Orgel von 1939 steht auf einer kleinen Rückempore und stammt aus der Kirche Ottenbach ZH. Sie wurde im Zuge der Orgelbewegung dem Zeitgeschmack angepasst und verfügt daher nicht mehr über intaktes Pfeifenmaterial.

## Galerie

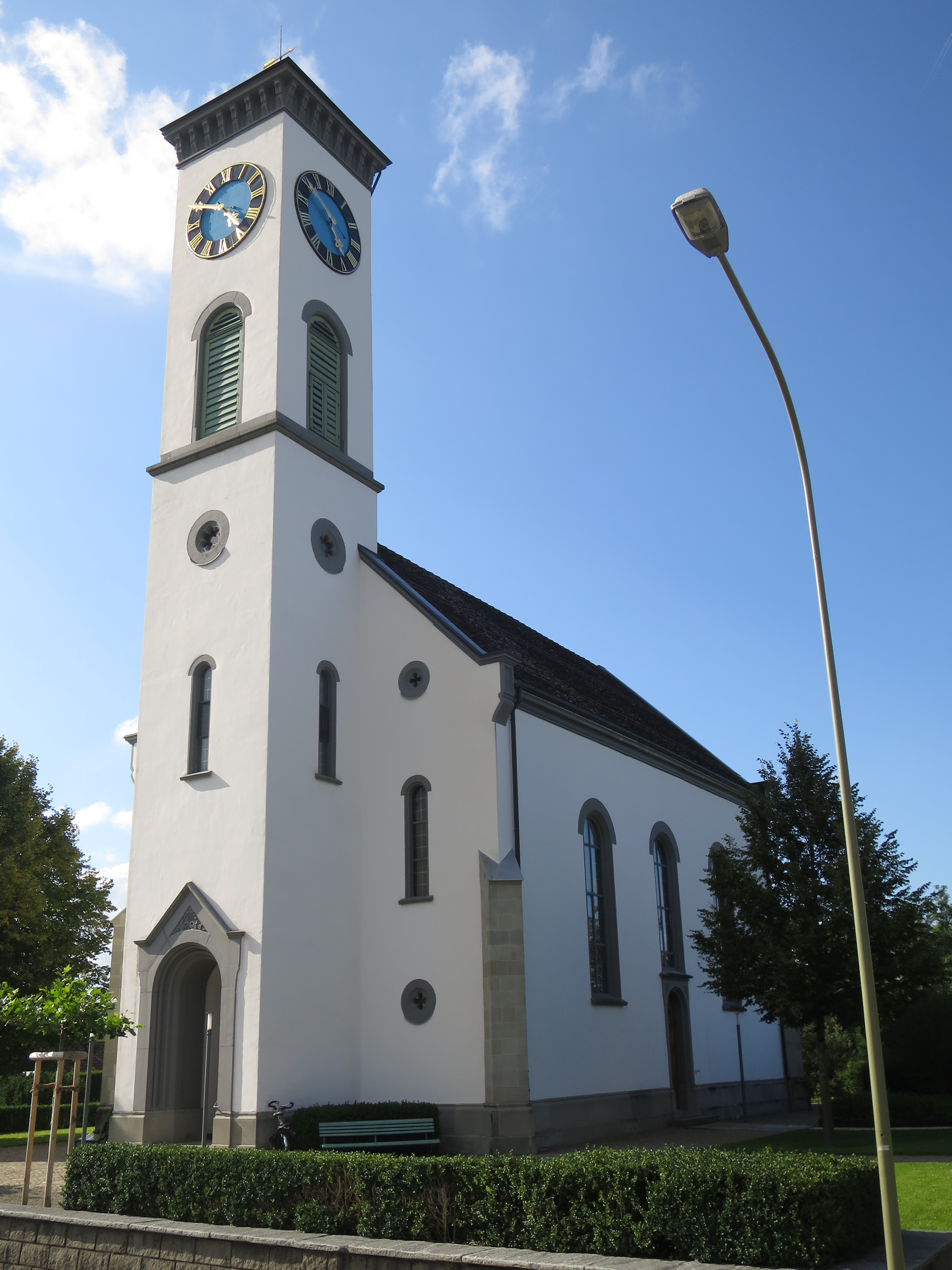
Frontturm
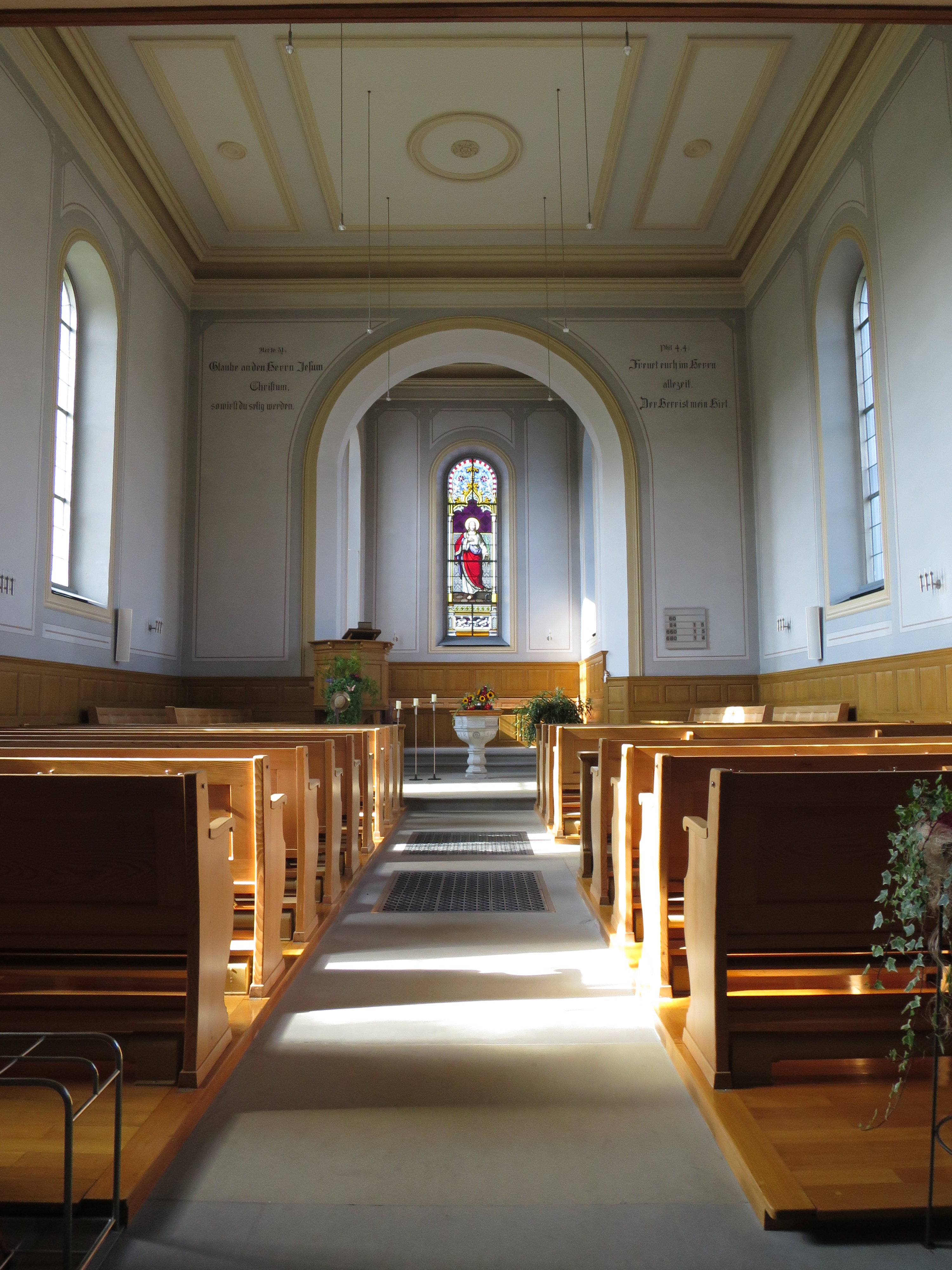
Innenraum
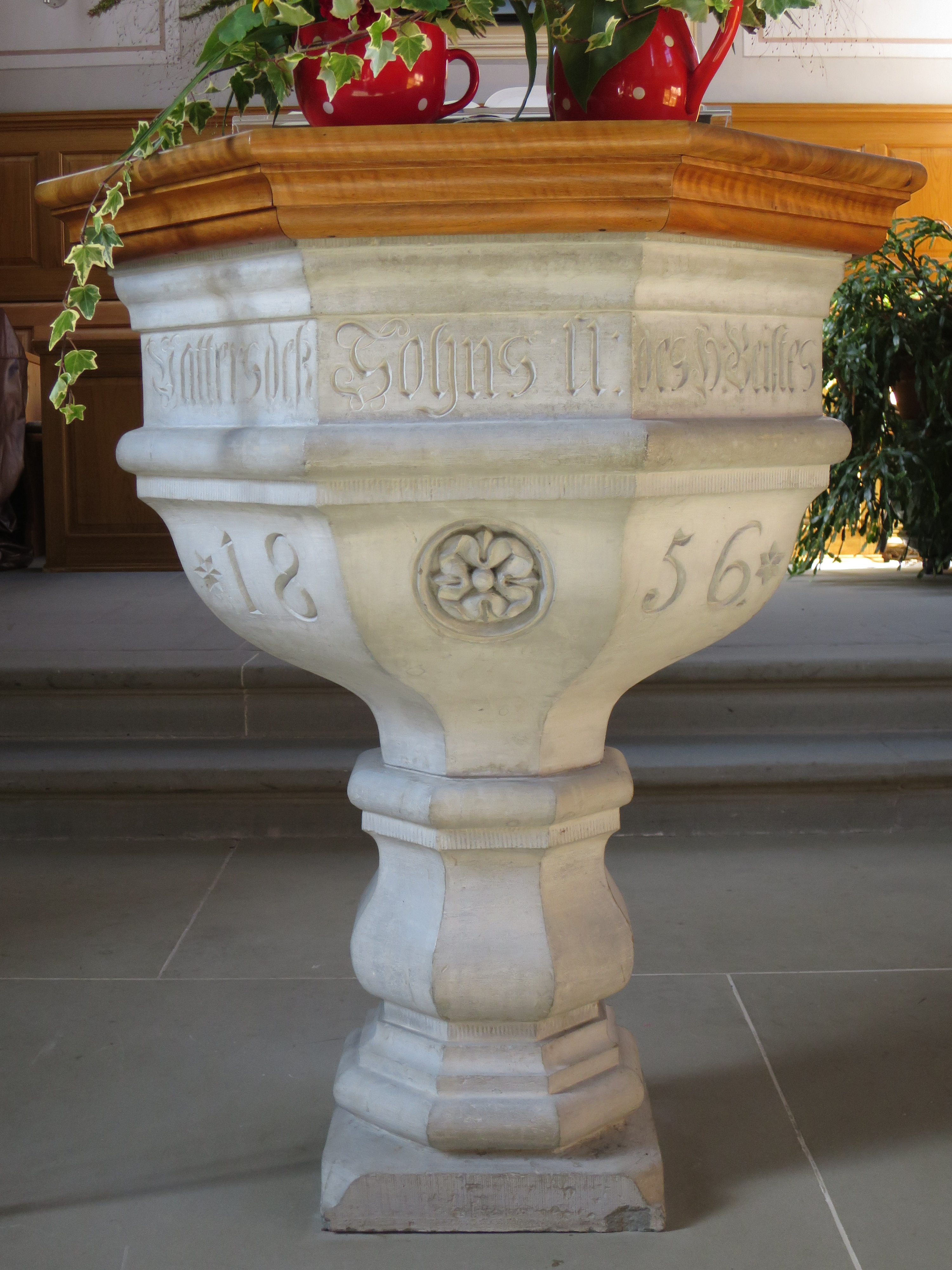
Taufstein
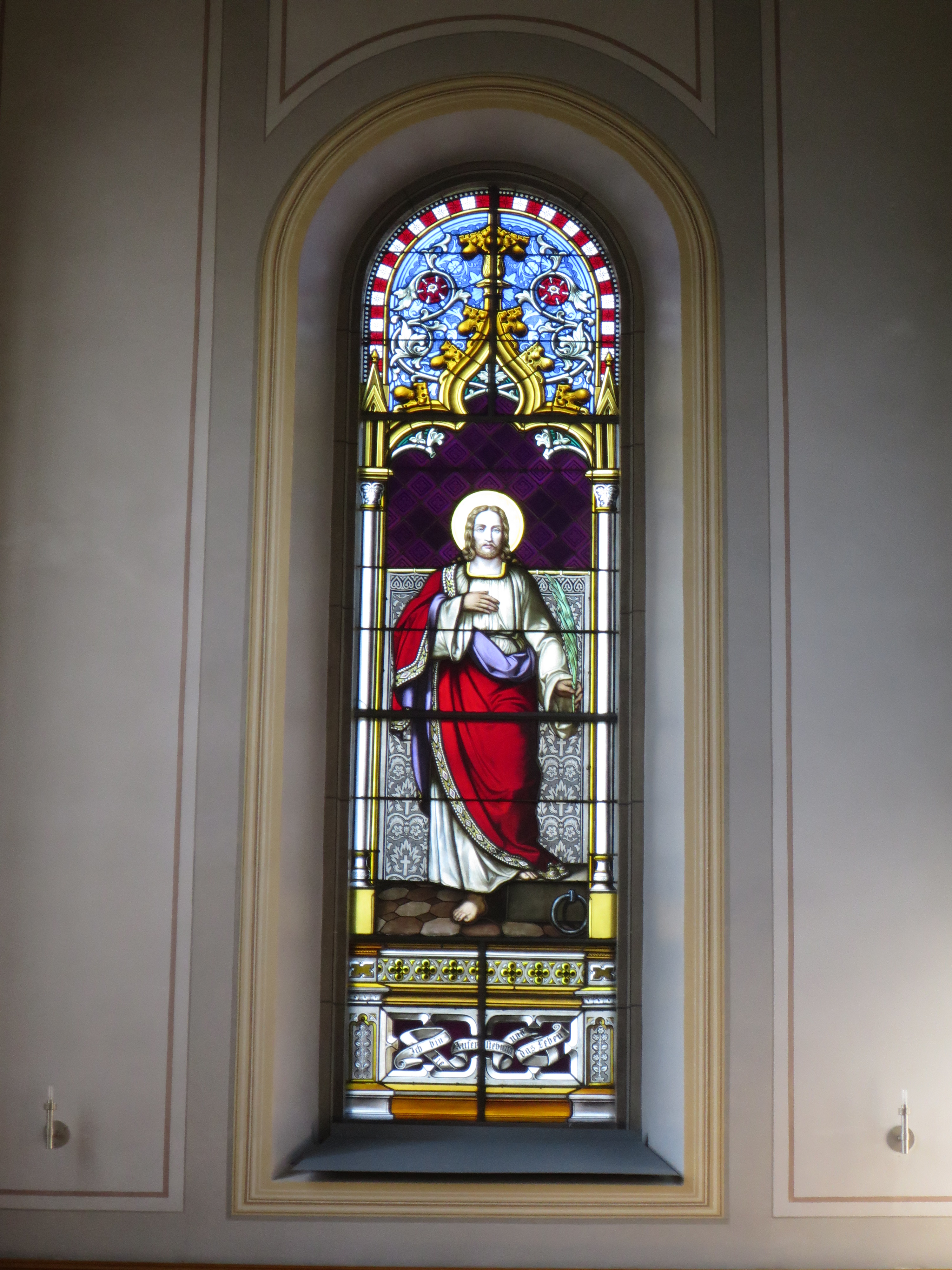
Neugotisches Farbglasfenster
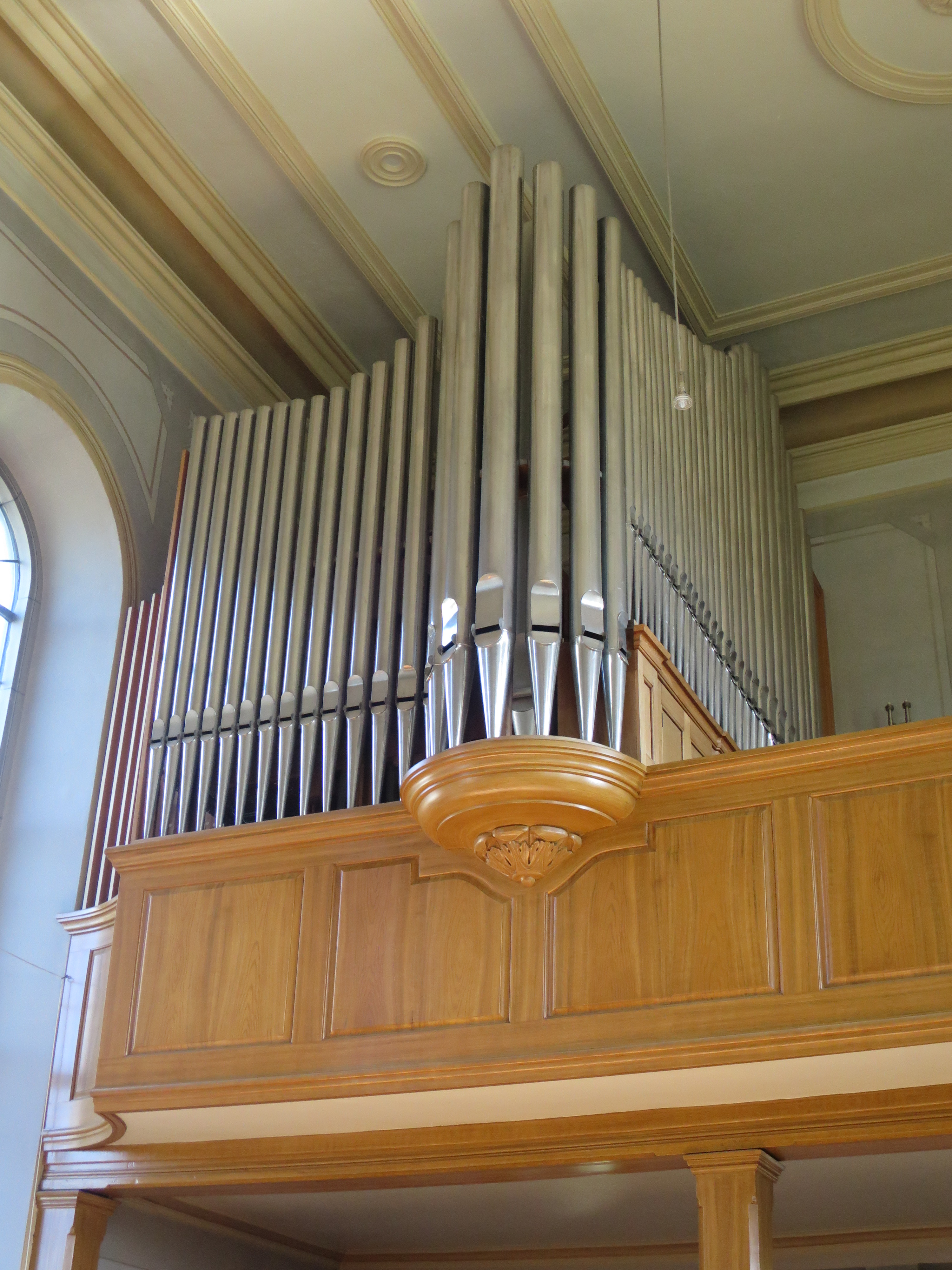
Kuhn-Orgel
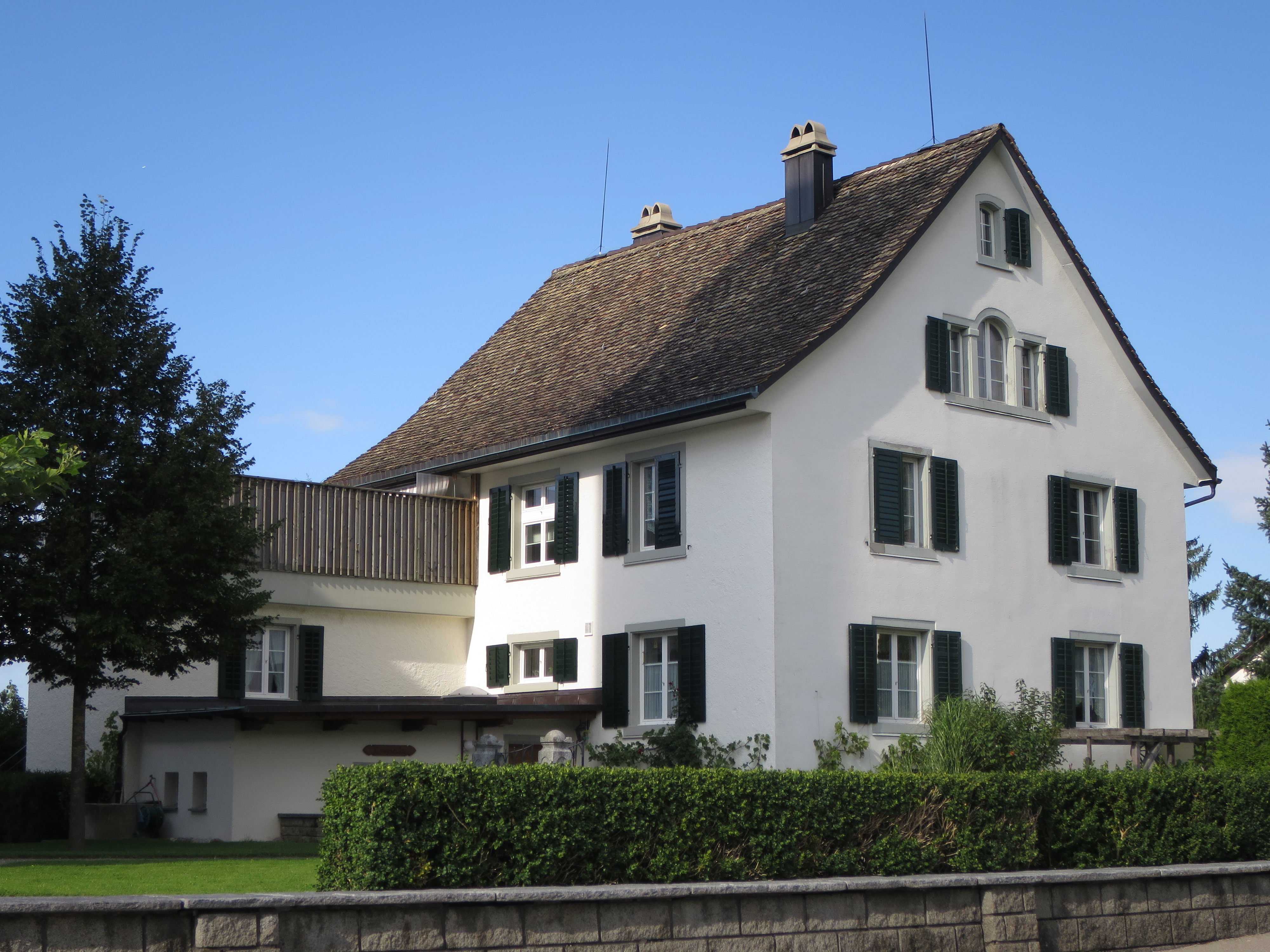
Pfarrhaus